# Узе, Беате
Беате Узе (Беате Ротермунд-Узе, урожд. Кёстлин, нем. Beate Uhse-Köstlin, 25 октября 1919, Кранц, Восточная Пруссия — 16 июля 2001, Санкт-Галлен, Швейцария) — немецкая женщина-пилот и предпринимательница. Первая и единственная женщина-каскадёр Германии в 1930-х годах. После войны открыла первый секс-шоп в мире. Сегодня АО Беате Узе — это представленный на бирже мировой лидер в торговле «эротическими принадлежностями». Эта же компания открыла и собственный спутниковый телеканал в сети вещания SkyTV (Германия) — Beate UhseTV.

## Биография
Беате Узе родилась в семье фермера Отто Кёстлина и врача Маргареты Кёстлин (одной из пяти первых женщин-врачей Германии). Она была младшим ребёнком из трёх детей.
В возрасте восьми лет она услышала от своего брата легенду об Икаре. Её поразила как сама история, так и идея полёта — настолько, что девочка начала собирать куриные перья, после чего склеила крылья и прыгнула с ними с крыши веранды отцовского дома.
Родители не старались её дисциплинировать, а наоборот потакали ей и поддерживали её во всём, что ей было интересно и чем она увлекалась. Они позаботились о хорошем школьном образовании. Родители открыто говорили с детьми обо всём, в том числе и о сексуальном образовании и необходимой при этом гигиене. В 15 лет Беате становится мастером спорта по метанию копья.
Беате не хочет ни при каких обстоятельствах идти по стопам своих родителей и становиться врачом или фермером. Она мечтает о карьере лётчика.

### Карьера пилота
В возрасте шестнадцати лет Беате отправилась на один год в Англию в качестве au pair для изучения английского языка. После этого она вернулась в хозяйство родителей и следуя их уговорам получила «настоящую» профессию домохозяйки. В это время её отец случайно познакомился в поезде с представителем немецкого аэроклуба — неким господином Саксенбергом, и «пожаловался» ему на свою «сошедшую с ума» по полётам дочь и на «абсурдную» идею о женщинах-пилотах. Саксенберг, напротив, был восхищён этой идеей, и отправил Беате материалы с информацией об обучении на пилота.
В конце концов родители уступили натиску дочери, и в 1937 году Беате начала посещать летную школу Рангсдорф недалеко от Берлина. В октябре, к своему дню рождения, она получила удостоверение пилота. В 1938 году она сдала экзамен художественного пилотирования и вскоре после этого выступала за Германию в «иностранном ралли» в Бельгии. Она заняла 1-е место в гонках в своей категории, 2-е — в соревновании по прицельной посадке и 3-е — в соревновании по точности полёта.
Некоторое время она работала практиканткой на заводах Бюкера, затем, в возрасте 19 лет, перешла на самолётную фабрику Фридриха в качестве пилота-испытателя. Вскоре она получила приглашение от киностудии «UFA» на должность пилота-дублёра и с радостью приняла это приглашение. На этой должности она работала, среди прочих, и с Хансом Альберсом — её образцом для подражания. В фильме «Вода для Канитоги» она, как дублёр Рене Дельтгена, летала сквозь аэростатное заграждение и имитировала крушение.
Беате была влюблена в своего учителя по художественному пилотированию Ханса Юргена Узе, но, тем не менее, отклонила все его предложения о браке. Она «ни за что в жизни не хочет прекратить летать ради какого-либо мужчины». Так как Ханс-Юрген полностью поддерживал её в этом, то она в конце концов уступила ему, но при этом возникло новое препятствие — на брак не соглашается её отец. Целый год он не давал своего благословения, но в итоге уступил, и свадьба была назначена на 10 октября 1939 года. Из-за начала войны сделать это оказалось невозможным. 28 сентября Ханс Юрген должен был ехать на фронт. Они поженились за 4 часа до его отъезда по процедуре военного венчания.
Спортивные полёты во время войны были запрещены, и Беате вынуждена была оставаться на земле. Она не могла примириться с жизнью в маленьком домике в Рангсдорфе и поэтому приняла предложение люфтваффе о работе в эскадрилье перегонщиков самолётов. У неё появилась возможность летать на самолётах, к которым в иных обстоятельствах её ни за что бы не допустили: Junkers Ju 87 и «Мессершмитт». Она решила, что с опытом полётов на таких самолётах у неё будут хорошие шансы получить после войны место пилота.
В 1943 году у неё родился сын Клаус. Так как она работала на военно-значимой должности, она получила разрешение нанять служанку по уходу за ребёнком и продолжать работать. В 1945 году её муж погиб в результате несчастного случая, оставив 26-летнюю Беате вдовой с годовалым ребёнком. После смерти мужа Беате, теперь в чине гауптмана, продолжала перегонять самолёты на фронт, при этом часто попадая под огонь и временами едва спасаясь от смерти.
В апреле 1945 года Берлин был окружён. Командир авиазвена Беате хотела перегнать своё звено на запад. Беате пробралась через разрушенный город до Рангсдорфа, где забрала своего сына и служанку. Они вернулись на аэродром, но её звено, вместе с её самолётом, уже улетело. Она нашла заправленный самолёт для эвакуации раненых — с бортмехаником, но без пилота. Погрузив раненых, сына, служанку и всех кто хотел улететь, она взлетела с большим перегрузом. Одной из последних она покинула Берлин в сторону запада и благополучно приземлилась в Леке — в северном Фризланде. Здесь Беате была пленена британскими войсками. После освобождения из плена она вместе с сыном поселилась во Фленсбурге.

### Карьера предпринимателя
Карьера пилота для Беате после войны была невозможна — бывшим лётчикам люфтваффе было запрещено летать. Молодой вдове пришлось найти другой способ прокормить себя и маленького сына. Сначала она начала работать на чёрном рынке. Она ходила от дома к дому и перепродавала различные товары. При этом она знакомилась со многими домохозяйками и узнавала их проблемы: вернувшиеся с фронта мужья, так же как и их жены, испытывали потребность в сексуальных отношениях, но при этом боялись завести ребёнка, так как для детей «нет жилья, нет доходов и нет будущего». Многие не знали иного выхода, кроме как делать нелегальные аборты. Беате вспоминает уроки сексуального воспитания, сексуальной гигиены и предохранения от беременности, которые ей давала её к тому времени уже умершая мать. Она разыскала информацию о противозачаточном методе Кнаус-Огина и выпустила брошюру, в которой описала, как женщины могут определять дни, в которые зачатие невозможно.
До 1947 года брошюра «Текст Икс» продалась в количестве 32 тысяч экземпляров по цене 50 пфеннигов за штуку. При помощи этого капитала Беате распространила деятельность своей фирмы «Рассылка Беате» и на большие города, такие как Гамбург и Бремен. Многие люди посылали ей письма с просьбами дать совет по вопросам сексуальности и эротики. В своей автобиографии она писала: «Людям не были известны самые очевидные вещи». Вскоре, кроме «Текста Икс», она начала продавать презервативы и «Брачные книги».
В 1951 году Беате Узе основала фирму «Товары почтой Беате Узе». На продажу предлагались презервативы и книги о «Гигиене брака». Уже через 2 года на фирме работало 14 человек. Беате Узе вышла замуж за фленсбургского предпринимателя Эрнста-Вальтера Ротермунда и родила второго сына — Ульриха.

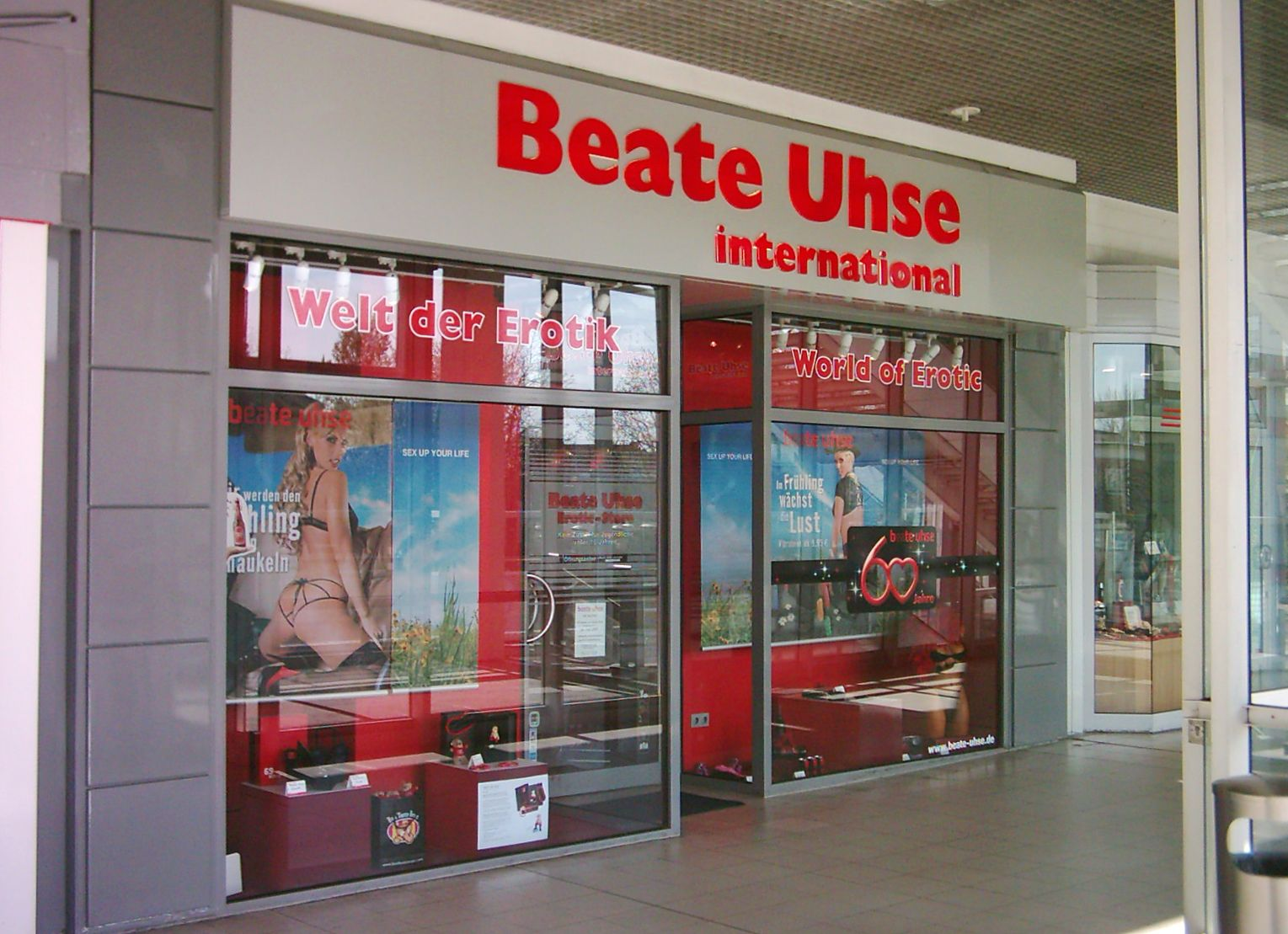
Сексшоп Беате Узе

В 1962 году она открыла во Фленсбурге свой первый магазин «Спецмагазин гигиены брака» — первый в мире секс-шоп. По совету своего адвоката она открыла магазин накануне Рождества. По его мнению, возмущенные бюргеры не стали бы делать нападки на магазин в Рождество, а после рождества возмущение бы уже поостыло. Расчёты адвоката оправдались. В магазине, также как и в каталоге, Беате предлагала товары по «гигиене брака». Успело пройти совсем немного времени, как полиция, по заявлению возмущенного бюргера, начала охоту за теми из её товаров, которые «служат противоестественному, перечащему порядочности и традициям, подстёгиванию к удовлетворению полового возбуждения». До 1992 года было подано более 2000 исков против её фирмы. Беате Узе подверглась дискриминацию и другого рода: биржевое объединение немецких книготорговцев отказало в членстве её издательству Stephenson по причине «нравственных соображений». Её не хотели принимать в теннисный клуб Фленсбурга по причине «общих размышлений».
В 1979 году она развелась с мужем. В 1983 году у неё нашли рак желудка, который она, однако, пережила. В 75 лет она сдала экзамен на водолаза. В 1996 г. она осуществила свою многолетнюю мечту и открыла в Берлине музей эротики Беаты Узе. В 1999 году её фирма выпустила акции и вышла на биржу, что вызвало в финансовом мире огромный интерес. Цена акции возросла в 64 раза.
Беате Узе умерла в 2001 г. в швейцарской клинике из-за воспаления лёгких.
Беате Узе внесла значительный вклад в сексуальное просвещение в немецкоговорящем мире. В 1989 году она была награждена Федеральным крестом «За заслуги» на ленте. В 1999 году ей разрешили занести свое 80-летие в Золотую книгу Фленсбурга.